# Ingeniería agroforestal

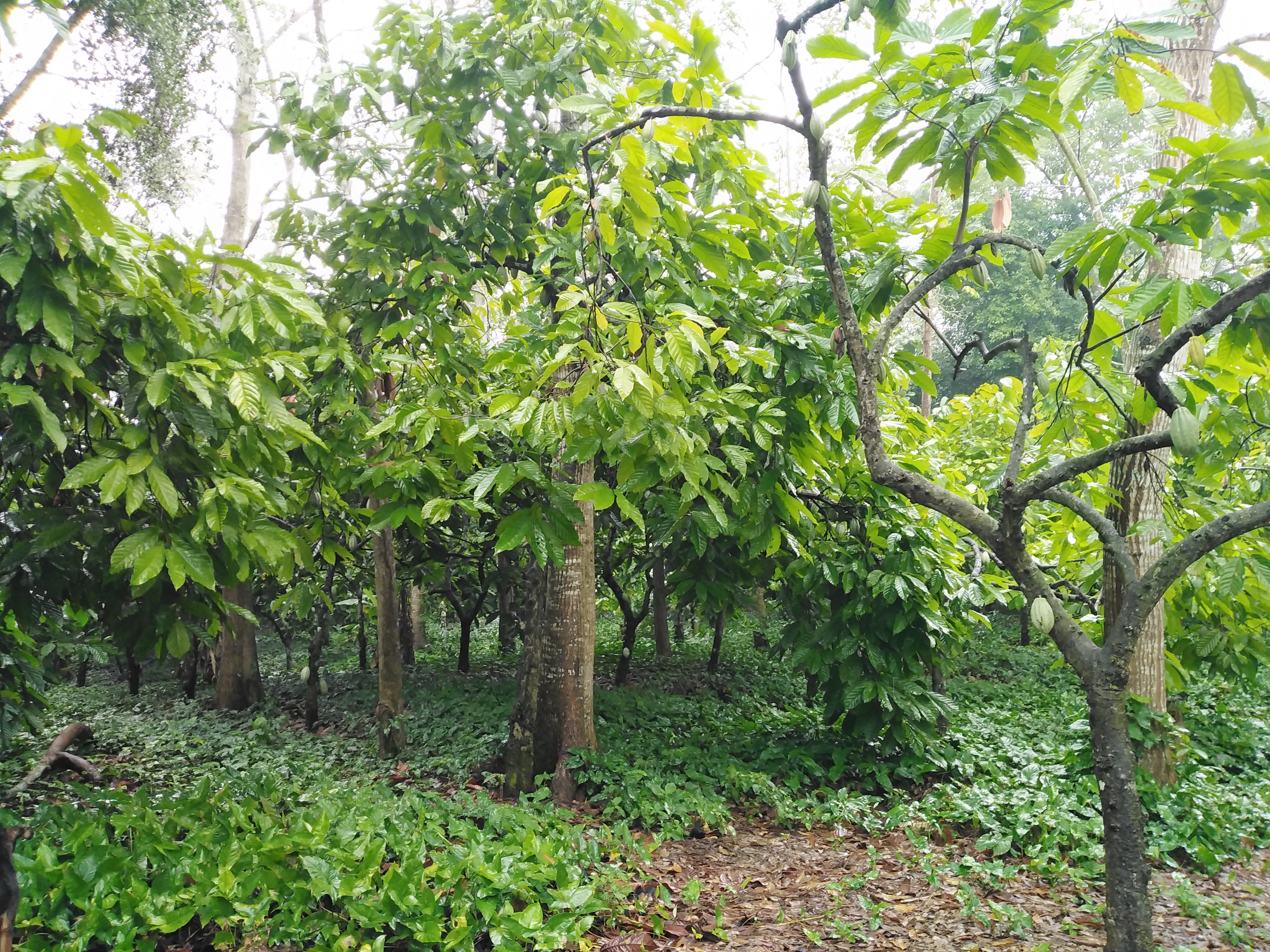
Ejemplo de sistema de producción agro forestal. En la foto producción de cacao bajo sombra de otras especies.

La ingeniería agroforestal es una rama de las ciencias agropecuarias que se encarga del conocimiento de los recursos naturales y los agroecosistemas, especialmente de las relaciones que se establecen cuando se combinan árboles, cultivos y animales-pastos en la misma unidad de terreno manteniendo los principios de sostenibilidad, productividad y adaptabilidad.
También es considerada como el sistema de uso de la tierra donde interactúan componentes animales, silvicolas y pecuarios la combinación de estos puede ser de forma secuencial o simultánea de manera que el aprovechamiento de los componentes sea en tiempo (mediano, corto y largo plazo) y espacio (terreno).